# Innnes
Innnes – miejscowość w zachodniej Islandii, położona na wschodnich przedmieściach Akranes. Na początku 2018 roku zamieszkiwało ją 65 osób. Wchodzi w skład gminy Hvalfjarðarsveit w regionie Vesturland.